# Ioan Stroia
Ioan Stroia (n. 1865, Cacova - d. ?) a fost un deputat în Marea Adunare Națională de la Alba Iulia, organismul legislativ reprezentativ al „tuturor românilor din Transilvania, Banat și Țara Ungurească”, cel care a adoptat hotărârea privind Unirea Transilvaniei cu România, la 1 decembrie 1918.

## Biografie
Ioan Stroia a studiat teologia la institutul teologic Andreian din Sibiu, a obținut licența la mitropolia din Sibiu, după care studiază din nou la Jena, Budapesta și Lipsca. A terminat studiile doctorale în filosofie, pedagogie și istorie la Universitatea din Jena. A fost protoiereu în Saliste, preot la catedrala din Sibiu și revizor școlar al județului Sibiu și episcop de Alba Iulia.